# Jan Bontjes van Beek
Jan Bontjes van Beek (* 18. Januar 1899 in Vejle/Jütland; † 5. September 1969 in Berlin) war ein deutscher Keramiker, Bildhauer und Tänzer.

## Leben
Jan Bontjes van Beek wuchs als Kind niederländischer Eltern in Uerdingen auf. Dort besuchte er die Volksschule und das Realgymnasium. Seit 1907 war er deutscher Staatsbürger.
Nach seinem freiwilligen Marinedienst im Ersten Weltkrieg verbrachte Bontjes van Beek einige Monate in Fischerhude und auf dem Barkenhoff Heinrich Vogelers in Worpswede. 1920 heiratete er die Tänzerin und Malerin Olga Breling, Tochter des Malers Heinrich Breling. Mit ihr hatte er drei Kinder: Mietje, Cato und Tim, die alle in Fischerhude aufwuchsen.
Er absolvierte 1921–1922 eine Ausbildung zum Töpfer in Undenheim und studierte anschließend am Seger-Institut in Berlin, der ehemaligen Chemisch-Technischen Versuchsanstalt der Königlichen Porzellan-Manufaktur, benannt nach dem Silikatchemiker Hermann August Seger.
Mit seiner Schwägerin, der Bildhauerin Amelie Breling (1876–1965), errichtete er 1922 eine Keramikwerkstatt in Fischerhude. Nach einigen auswärtigen, auch ausländischen Aufenthalten arbeitete Jan Bontjes van Beek 1932 zunächst durch einen Auftrag des Architekten Fritz Höger in Velten bei Berlin, um Keramiken für den Kirchenneubau am Hohenzollernplatz in Berlin-Wilmersdorf herzustellen.

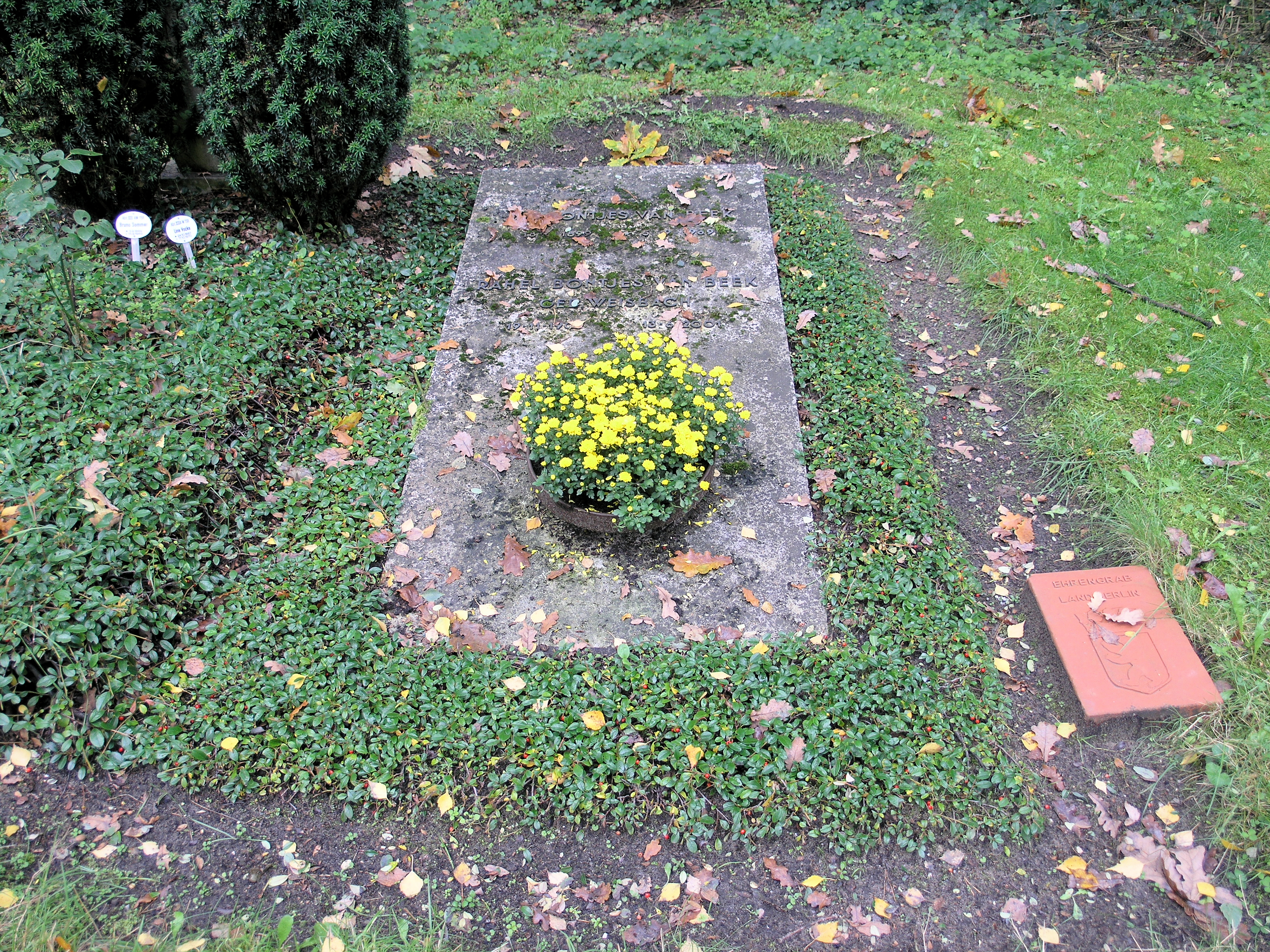
Ehrengrab, Potsdamer Chaussee 75, in Berlin-Nikolassee

In Berlin lernte er seine zweite Ehefrau, die Innenarchitektin Rahel-Maria Weisbach (Tochter des Kunsthistorikers Werner Weisbach) kennen, die er 1933 heiratete und mit der er eine Keramik-Werkstatt in Berlin-Charlottenburg aufbaute, die jedoch 1943 durch einen Bombenangriff völlig zerstört wurde. Aus dieser Ehe stammten vier Kinder: die Autorin und Filmemacherin Digne Meller Marcovicz, die Söhne Jan-Barent Bontjes van Beek, Sebastian Bontjes van Beek und die Tochter Julia Schmidt-Ott.
Im Herbst 1942 wurde Jan Bontjes van Beek mit seiner Tochter Cato wegen illegaler politischer Arbeit der Berliner Roten Kapelle von der Gestapo verhaftet. Seine Tochter wurde vom Reichskriegsgericht verurteilt und am 5. August 1943 in Berlin-Plötzensee hingerichtet. Van Beek wurde mangels Beweisen nach drei Monaten Haft freigelassen, aber 1944 zur Wehrmacht eingezogen und als Soldat an der Ostfront eingesetzt. 1945 kam er in sowjetische Kriegsgefangenschaft.
Nach dem Zweiten Weltkrieg begann Jan Bontjes van Beek seine Lehrtätigkeit als Dozent für Keramik, dann als Professor und Rektor der Kunsthochschule Berlin-Weißensee. Wegen Reglementierung seiner Arbeit durch staatliche Stellen beendete er 1950 dort seine Tätigkeit. 1950 bis 1953 arbeitete er für die Firma „Keramisches Werk Dr.-Ing. Alfred Ungewiß“ in Dehme bei Bad Oeynhausen.
1953 bis 1960 war er Direktor der Meisterschule für das Kunsthandwerk in West-Berlin, danach bis 1966 Professor für Keramik an der Hochschule für Bildende Künste in Hamburg, wobei er auch Gelegenheit zur Herstellung von Unikaten hatte.
Seine Grabstelle befindet sich auf dem Waldfriedhof Zehlendorf in Berlin-Zehlendorf, Nikolassee (Ehrengrab XIII-AW-159, 008/335 neu).
Der schriftliche Nachlass des Künstlers befindet sich heute im Deutschen Kunstarchiv im Germanischen Nationalmuseum in Nürnberg.

## Darstellung van Beeks in der bildenden Kunst
- Edmund Kesting: Bontjes van Beek (nach 1947; Fotografie, Mehrfachbelichtung)[3]

## Wichtige Ausstellungen
- 1935 Grassimuseum Leipzig
- 1936 Leicester Galleries London, gemeinsam mit Henry Moore
- 1946 Ausstellungsbeteiligung Galerie Gerd Rosen Berlin
- 1964 Museum für Kunst und Gewerbe Hamburg
- 1978 Akademie der Künste Berlin
- 1999 Museum für Angewandte Kunst Gera und Schloss Charlottenburg (Keramik-Museum Berlin)

## Mitgliedschaften
- Deutscher Kunstrat (1960)
- Freie Akademie der Künste in Hamburg (1963)
- Akademie der Künste Berlin (1964)
- Académie Internationale de la Céramique, Genf (1965)

## Auszeichnungen
- Goldmedaille auf der Mailänder Triennale (1938)
- Silbermedaille, 3. Internationale Keramikausstellung (Prag 1962)
- Preis der Kulturbehörde der Freien und Hansestadt Hamburg (1963)
- Berliner Kunstpreis (1965)

## Schüler
Schüler von Jan Bontjes van Beek sind u. a.: Till Sudeck (1926–2014), Volker Ellwanger (* 1933), Christine Atmer de Reig (* 1935), Barbara Stehr (* 1936), Gesa Petersen (1939–2009), Antje Brüggemann-Breckwoldt (1941–2023), Katrin Schober (* 1941) und Anke Rasche-Suhr.